# عملة معماة
اَلْعُمْلَةُ اَلْمُعَمَّاةُ أَوْ اَلْمُشَفَّرَةُ (بالإنجليزية: Cryptocurrency) هي عملةٌ رقميةٌ تستخدم في علم التعمية بغرض أمني لحماية التعاملات الافتراضية والتحكم بإنشاء وحدات جديدة ولذلك صعب أن تزيف تلك العملة، وتعتبر وسيط للتبادل الافتراضي (إلكترونيًا) وأيضا فرعا من العملة البديلة أول عملة معماة أنشئت هي بِتْ كُويِنْ Bitcoin في 2009 ومنذ ذلك الوقت أُنشِئَت عملات أخرى لمنافستها مثل لايت كوين - Litecoin و نيم كوين - Namecoin وغيرها.
للعملة المعماة مميزاتٌ أولُها ليس لديها سلطة مركزية (أي وسيط متحكم) علي عكسِ نظامِ العملة الإلكترونية مثل موقع باي بال - Pay Pal, وثانيها دفتر حساباتٍ عام حيث تسجل التعاملات الافتراضية بشكل كامل.

## نظرةٌ عامةٌ
العملات المشفرة تعمل بسهولة بتحويل الرصيد بين الطرفين في التعاملات، تلك التحويلات تتمركز حول استخدام المفاتيح التشفيرية العامة والخاصة لأغراض أمنية، تنتهي عملية نقل الأرصدة برسوم تجهيزية بحدٍ أدنى، مما يتيح للمستخدمين تجنب رسوم الشحن الحادة من معظم البنوك والمؤسسات المالية لتحويل الأموال
في البنوك المركزية والأنظمة الاقتصادية كـالاحتياطي الفدرالي والقطاع العام والحكومات تتحكم في خزائن العملات بطبع النقود الرئيسية ألزاما أو الطلب بدفاتر بنوك رقمية أضافية. ومع ذلك، الشركات والحكومات لا تستطيع إنتاج وحدات العملات المشفرة أو بمعني آخر حتي الآن لا توجد سندات مقدمة للشركات الأخرى، للبنوك والشركات كيانات حيث تعقد قيمة الأصول التي تقاس في عملة مشفرة لا مركزية والعملة تنشئ بواسطة نظام متكامل تقني وأساسي حيث أنَّها تنشئ بواسطة مجموعة أو شخصية معروفة أو بلا هويةٍ مثل مخترع Bitcoin.
العيب الرئيسيّ للعملات المشفرة هي بما أنها افتراضية، فليس لها مخزن مركزي، إذ أنَّ ميزانية مستخدم لعملة رقمية مشفرة يمكن محوها بالكامل بسبب عطل في الحاسوب إذا لم يكن هناك نسخ احتياطية من حيازات تلك العملات.
كَونُ التعاملاتِ الماليةِ بالعملة المشفرة مجهولة، فإنَّها تستخدم في الأنشطةٍ المُشِينَةٍ مثل التهرب الضريبي وغسيل الأموال، لذلك تكمن القوة في أن العملات المشفرة ليست مركزية وبعيدة نظرياً عن التلاعب أو التدخل الحكوميّ.
بينما تتواجد مئات من مواصفات العملات المشفرة، معظمها مستمدة من بروتكول واحد أو اثنين وهما: إثبات العمل و إثبات صحة المحك, تُنشئ كل هذه العملات المشفرة بعملية تسمى تعدين العملات المشفرة بواسطة أجهزة حاسوب مجهزة خصيصاً أو أجهزة تعدين العملات (ASIC Miner) للمشاركة في تفاعل التعاملات وإجراءاتها.

## تاريخ العملة المعماة «الخط الزمني»
1. 1998 - كتب د.واي داي (Wei Dai) مقالة عن العملة المشفرة.
2. بعدها بفترة قصيرة أنتج عالم الحاسوب نيك سزابو - (Nick Szabo) نظام عملة إلكترونية تدعي بت جولد - (Bit Gold) مثلها مثل العملات المشفرة الأخرى، بحيث يتطلب المستخدمون وقتها إكمال مهمة «إثبات العمل» مع الحلول التنقية التشفيرية للنشر.
3. أول عملة لا مركزية كانت بت كوين (Bitcoin) حيث أُنشئت بعام 2009 من قبل مطور مجهول يدعي ساتوشي ناكاموتو وتستخدم بدالة هاش تشفيرية SHA-256 صممت من قبل وكالة الأمن القومي الأمريكية ويعمل أيضا ببرنامج إثبات العمل.
4. أبريل 2011, أنشئت عملة  نيم كوين Namecoin بغرض محاولة تشكيل DNS لامركزية، بحيث جعل الرقابة على الإنترنت صعبة جدا.
5. أكتوبر 2011, أنشئ لايت كوين Litecoin كأول عملة معماة تستخدم التشفير [أي مفتاح دالة اشتقاق سرية تستند إلي كلمة المرور] , وبدالة هاش تشفيرية مختلفة عن SHA-256 .
6. أغسطس 2012, أنشئت بير كوين Peercoin كأول عملة تستخدم البروتكول المشترك [إثبات العمل وإثبات صحة المحك].
7. 6 أغسطس 2014 أعلنت وزارة الخزينة البريطانية بتفويض أمر بدراسات عن العملة المشفرة ودورها في أيِ شئٍ، حتي لو كانت تلعب دورا مهم في الاقتصاد البريطاني، اعتبرت الدراسة أيضا علي كتابة لائحة من التقارير مهما كانت الامر.
8. ظهور الجيل الثاني من العملات المعماة منذ بدأ 2014 مثل مينرو و Nxt ومنصة اليثيروم مع بعض الوظائف المتقدمة مثل العناوين المتسللة و التعاقدات الذكية  وكذلك السلسلات الجانبية.
9. ظهور الجيل الثالث من العملات المشفرة منذ بداية عام 2021 مثل المنصة globaldce نسخة محفوظة 2 يونيو 2022 على موقع واي باك مشين. لتي توفر بيئة تعاونية متكاملة للتطبيقات اللامركزية

### التاريخ الدعائي
أقرو مملثو البنوك المركزية بأن تبني العملات المشفرة كعملة بيتكوين تشكل أهمية تحدي قدرة البنكِ المركزىِّ في تأثير سعر الائتمان لجميع الإقتصاديات، أقروا أيضا أن التجارة باستخدام العملة المشفرة ستكون أكثر شعبية، حيث سيفقد المستهلكين الثقة في النقود الورقية.
أطلق جوران كيلي مؤسس عملة روبو كوين , أولُ عملة مشفرة بيتكوين بماكينة الصراف الألي في الولايات المتحدة بتاريخ 20 فبراير 2014, في أوستن (تكساس) وهي أشبه بماكينة صراف آلي عادية، لكن احتوت على أجهزة ماسحة للهوية الحكومية مثل رخصة القيادة أو جواز السفر للتأكد من هوية المستخدم.
مؤسسة دجكوين، منظمة خيرية متمركزة بعملة الدوج كوين- dogecoin والمؤسس المشترك وصناعيها جاكسون بالمر، تبرعوا بأكثر من 30.000 $ قيمة كمساعدة مادية لتمويل رحلة منتخب جامايكا للزلاجات الجماعية الي أولمبياد 2014 سوتشي بروسيا، المتجمع المتنامي حول دوج كوين تنظر بتوصية أوراقها الخيرية في تمويل الأموال لرعاية الكلاب التي تخدم الأطفال مع أحتياجات خاصة.